# Автомагістраль D1 (Словаччина)
Автомагістраль D1 — це автомагістраль у Словаччині. Її маршрут Братислава (D2/D4) — Трнава (R1) — Тренчин (R2) — Пухов (R6) — Жиліна (D3) — Мартін (R3) — Попрад — Пряшів (R4) — Кошиці (R4) — Михайлівці — СК/УА, завершується на українсько-словацькому кордоні.
Вона є частиною європейських маршрутів: Е50, Е58, Е75, E571 і гілкою Пан-Європейського коридору (Трієст) — Братислава — Жиліна — Кошиці — Ужгород — (Львів)
За станом на червень 2014 р. загалом з 517 км були:
- 319,619 км в експлуатації (13,82 км як напів-шосе)
- 86,28 км перебувають у стадії будівництва
- 109,22 км планування

Автомагістраль є платною й потребує оплати за винятком зон у Братиславі. 

## Хронологія
Спершу в 1930-і роки планувалось через автостраду підключити Прагу до словацької частини і Закарпатської області в Україні, яка була тоді частиною Чехословаччини. Будівництво автомагістралі (автостради) розпочалося в Чехії наприкінці 1930-х років, але в словацькій частині нічого не побудували. Після закінчення Другої світової війни будівництво не вели через повоєнну реконструкцію. Але в 1960-х роках було реалізовано новий план, але без Закарпатської області, яка увійшла до складу СРСР в 1947 році.
У чеській частині Чехословаччини будівельні роботи розпочали в 1967 році. У словацькій частині вони розпочалися в 1973 році через будівництво черги Івахнова — Ліптовський Мікулаш, на 14 — кілометровій ділянці на півночі Словаччини, поряд з будівництвом греблі Ліптовська Мара. У 1970-і роки будівництво ділянки з Братислави продовжено до Трнави (всього 36 км). 19 км автомагістралі Пряшів — Кошиці додано в 1980 році. До розпаду Чехословаччини в 1993 році ще 20 км було побудовано — від л. Мікулаша в Пезинок — на загальну відстань близько 52 км в словацькій частині і 224 км в чеській. Магістраль D61 було побудовано в селі Горна-Стреда. 1988 року загальна протяжність цієї ділянки становила 42 км. Далі 45 км було побудовано після 1993 року на D1, і ще 27 км на D61, згодом вони злилися і сформували автомагістраль D1.
У 1999 році будівництво призупинилося й поновилося з 2002 року. Будівельні роботи тривають і сьогодні, однак плановані терміни закінчення всієї траси від Братислави до Кошиць варіювались.
Найважча ділянка для будівництва Жиліна — Ружемберок — саме тут найбільша кількість тунелів на всій автомагістралі, включно з найдовшим у Вишневому. Є розбіжності по планових маршрутах навколо Пряшева.
Термін завершення будівництва автомагістралі — приблизно 2027 рік, трисмугові дороги з'єднають Братиславу і Трнаву, двосмугові проляжуть від Трнава до Михайлівців, а односмугове шосе — з Михайлівців у Словаччині до українського кордону.